# زغير شاخييف
زغير شاخييف (مواليد 15 أبريل 1999) هو لاعب مصارعة حرة روسي، فاز بالميدالية الذهبية في بطولة العالم 2021 في وزن 65كج.

## روابط خارجية
- زغير شاخييف على موقع قاعدة بيانات المصارعة الدولية (الإنجليزية)
- زغير شاخييف على موقع قاعدة بيانات المصارعة الدولية (الإنجليزية)